# Trichocolletes tenuiculus
Trichocolletes tenuiculus là một loài Hymenoptera trong họ Colletidae. Loài này được Rayment mô tả khoa học năm 1931.

## Hình ảnh

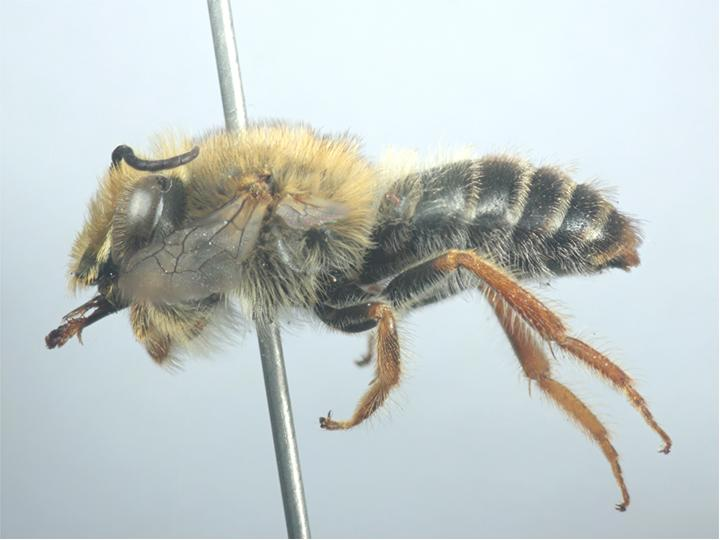